# Нитрат
Нитратите (NO3-) са соли на азотната киселина (HNO3).
Обикновено са бели или безцветни прахообразни, кристални вещества, които добре се разтварят във вода.
Нитратите широко се използват в много отрасли от стопанската дейност на човека:
- като евтини и високоефективни торове в селското стопанство;
- като оцветители и консерванти в хранително-вкусовата промишленост;
- за производството на бои, лекарства, пластмаси, стъкло, експлозиви и др.

След като попаднат в храносмилателната система на човека, нитратите се метаболизират до канцерогенни нитрозамини. Това налага осигуряването на непрекъснат стриктен контрол върху съдържанието на нитрати в хранителните продукти.